# Хронологија историје Москве
У наставку је хронологија историје за град Москва, Русија.

## Пре 16. века
- 1272 – Данил Московски је постао кнез Москве.[1]
- 1283 – Основана је Велика московска кнежевина.
- 1303 – Јуриј Данилович постаје Велики кнез Москве.[1]
- 1325 – Седиште "Митрополита Централне Русије" пресељено је у Москву.[2]
- 1327 – Створена је Успенска црква.
- 1328 – Иван I постаје Велики кнез Москве.[1]
- 1333 – Изграђена је катедрала Св. Михајла.[2]
- 1341 – Симеон Иванович постаје Велики кнез Москве.[1]
- 1353 – Иван II Иванович постаје Велики кнез Москве.[1]
- 1358 – Основан је Чудов манастир.
- 1362 – Дмитриј Донски постаје Велики кнез Москве..[1]
- 1367 – Основан је Московски кремљ (цитадела) founded.[2]
- 1369 – Москва је опкољена.[3]
- 1382 – Опсада Москве.[3] Опсада Москве 1382. се збила две године након тешког пораза татарске Златне Хорде у бици на Куликовом пољу. Татарску војску предводио је кан Токтамиш, који је ујединио Белу хорду анексијом Плаве хорде у Златну Хорду.
- 1389 Спаситељева кула
  - Василиј I Дмитријевич постаје Велики кнез Москве.[1]
  - Уздигнути самостан основан у Кремљу (приближни датум).
- 1397 Тројицка кула
  - Основан Сретењски манастир.
  - Изграђена Благовејшенска катедрала.[4]
- 1425 – Василиј II Слепи постаје Велики кнез Москве.[1]
- 1462 – Иван III Васиљевич постаје Велики кнез Москве.[1]
- 1479 – Спомен-катедрала саграђена у Кремљу.[2]
- 1491 – Изграђена Спаситељева кула.[4] Спаситељева кула је главна од двадесет кула, са пролазом на источном зиду московског Кремља који излази на Црвени трг.
- 1495 - Изграђена је тамница испод Тројицке куле.[5]

## 16—17. век
- 1502 – 14. април: Крунисање Ивана III као Великог принца Москве.
- 1505 – Василиј III Иванович постаје Велики Москвски кнез.[1]
- 1508 – Изграђена је Црква архангела Михаила[4] и Звоник Ивана Великог Звоник Ивана Великог
- 1533 – Иван IV Грозни постаје Велики кнез Москве.[1]
- 1547
  - Град постаје главни град Русије.
  - Пожар је захватио град.[2]
- 1555 – Компанија Мускови традинг постаје активна. То је била прва главна закупна акционарска компанија.
- 1560 – Изграђена је Храм Василија Блаженог.[6]
- 1564 – Иван Фјодоров, који је био први руски/украјински штампар књига код источних Словена и изумитељ наоружања, постаје активан; Основано је Московско штампарско двориште.
- 1571 – Град преузет од стране Тартарских снага.[3]
- 1576 - Успостављена Фабрика хартије.[7]
- 1591 – Основан је Донски манастир.
- 1593 – Изграђен зид Белог града. Бели Город је централно језгро Москве, изван Кремља и Китај города.
- 1600 – Основан је Заиконоспаски манастир.
- 1601 – Руска глад (1601—1603) представља период највеће несташице хране у Русији, када се гледају пропорционални ефекти на популацију. Глад је усмртила два милиона људи, што је тада чинило трећину руског народа. Ова глад се појавила у периоду смутног времена, када је држава била политички несређена.
- 1611 – Град су преузеле снаге Сигисмунда III.[2]
- 1612 – Московски устанак из 1612. године.
- 1636 – Изградња Казањске саборне цркве.
- 1652 Црква рођења Христовог у Путинкију
  - Изграђена је Црква рођења Христовог у Путинкију.
  - Немачка четврт се развила у близини града.[6]
- 1656 – Патријаршијски дворац и Црква дванаесторице апостола је изграђен у Кремљу.
- 1661 – Изграђена је Спаситељска катедрала.
- 1662 – Бакарни немири. Нереду је претходило постепено погоршање економије Мусковита због Ливонског рата са Пољском и Шведском и нагло повећање пореза.
- 1682 – Московски устанак из 1682. године.
- 1687 – Основана је грчка латинска школа, која је била прва установа високог образовања у Москви.
- 1689 - Основана је Библиотека Московске теолошке академије.[8]
- 1692 – Изграђен је Високо-Петровски манастир. Високо-Петровски манастир
- 1698 – Устанак стрелаца.

## 18. век
- 1701 – Изграђен је Сукхарев торањ.
- 1702 – Јавни позориште је постало активно.[6]
- 1703 – Новине "Ведомости" почињу са објављивањем.[6]
- 1708 – Основана је Московска област као посебна административна област.
- 1712 – Главни град Русије се пребацује са Москве у Санкт Петербург.[6]
- 1721 – Основаn је Московски синодални хор.
- 1728 - Руски главни град се вратио у Москву под утицајем Врховног поверенства.
- 1732 - Руски главни град се вратио у Санкт Петербург.
- 1735 – Изливено је Цар-звоно, које је огромно звоно унутар Московског Кремља. Наручила га је царица Ана Ивановна, братаница цара Петра Великог. Ово звоно је највеће звоно на свету, тешко 216 тона, високо 6,14 m и пречника 6,6 m..[9] Цар-звоно
- 1739 – Пожар.[2]
- 1742 – Изграђен је Камер-Коллезски бедем који је постао последњи градски зид у Москви.
- 1748 – Пожар.[2][10]
- 1752 – Пожар.[11]
- 1755 – Основано је Московски државни универзитет Ломоносов.[2]
- 1764 – Изграђена је Оснивачка болница.[2]
- 1771
  - Руска куга. Руска епидемија куге 1770-1772, позната и као Куга 1771. године, била је последња масовна епидемија у централној Русији, тврдећи да је узела између 52 и 100 хиљада живота само у Москви (1/6 до 1/3 њеног становништва).
  - Септембар: Куга немира.
  - Кренуло се са употребом Немачког гробља у Лефортову.
- 1772 – Основана је Комерцијална школа.[12]
- 1775 – Платон Левшин постаје Митрополит Москве.
- 1777 – Преображенско гробље отворено је у близини града.
- 1782 – Успостављен је полицијски одбор.[12]
- 1786 – Изграђена је кућа Пашкова. Некада је то био дом Музеја Румјантсев, који је био први музеј у Москви. Кућа Пашкова
- 1787 – Саграђена је сенатска кућа.[13]
- 1790 – Асфалтирана је Лењинградска Авенија.
- 1792 – Изложена је Тверскаја улица. То је главна радијална улица у Москви.

## 19. век
- 1805 - Основано је Московско друштво природњака.[14] Александров парк
- 1806 – Основан је Мали театар.
- 1809 – Основана је Виша позоришна школа Михаила Шчепкина.
- 1812
  - Наполеонова инвазија на Русију. Аудиторијум Бољшој театра (2005)
  - Септембар: Пожар у Москви.[2][11]
- 1816 – Кремљ је поново изграђен.[3]
- 1817 – Саграђена акцизна канцеларија.[3]
- 1821 – Филарет Дроздов постаје Митрополит Москве. Палата Гранд Кремља.
- 1823 – Изграђен је Александров парк.
- 1825 – Отвара се Бољшој театар. Бољшој балет и Бољшој опера се налазе међу најстаријим и најбољим балетским и оперским позориштима на свету.
- 1849 – Изграђена је палата Гранд Кремља.
- 1851
  - Почиње са радом Московска-петроградска железница.[3]
  - Изграђене су Санкт Петербург железничка станица и Палата оружја која је један од најстаријих музеја Московског Кремља. Палата оружја у Кремљу
- 1856 – Руски гласник (књижевни часопис) почиње објављивањем.
- 1861
  - Изграђена је пруга Петушки-Москва.
  - Основан је јавни музеј.[2]
- 1862 Државни историјски музеј
  - Изграђена је пруга Нижњи Новгород-Москва.
  - Основана је библиотека Румиантсева.
  - Изграђена је железничка станица Јарославски.
- 1864 – Отварена је железничка станица Казански.
- 1865 Храм Христа Спаситеља у Москви.
  - Основан музеј Голитић.[2]
  - Одржана је индустријска изложба.[2]
  - Толстојев "Рат и мир" почиње са објављивањем у Руском гласнику.
- 1866 – Основан је Московски конзерваторијум и трговачка банка.[15] Московски конзерваторијум
- 1868 – Изграђен Бородински мост.
- 1870 – Отвара се железничка станица Белоруски.
- 1871
  - Основана је трговачка банка.[15]
  - Укупан број становништва: 611,970.[16]
- 1872 – Основан је Државни историјски музеј.
- 1877 – Премијера балета Чајковског Лабудово језеро.
- 1878 – Успостављен Соколники парк.
- 1880 – Пушкинова статуа постављена је на Страстном тргу.
- 1883
  - Освешћен је Храм Христа Спаситеља у Москви.[2]
  - Усвојен редизајн грба Москве.
- 1885 – Основана је приватна опера.
- 1887 – Основано је ФК Динамо Москва.
- 1891 – Мај: Отворена француска изложба.[2]
- 1892 – Изграђена је градска кућа.
- 1893 – Базар је изграђен у Китај-городу.[4]
- 1894 – Отворен је Врт Ермитаж.
- 1896
  - 26. мај: Крунисање Николаја II.[2]
  - Децембар: демонстрације студената.[2]
  - Основан је Музеј историје Москве.
  - Изграђена је Курскова железничка станица.
- 1897
  - Отвара се руско електротехничко позориште (биоскоп).[17]
  - Укупан број становништва: 988,610.
- 1898
  - Оснива се Московски уметнички театар.
  - Изграђена зграда компаније Лубјанка. Лубјанка 2009.
  - Отворено Гробље Новодевичје.
- 1899
  - 7. новембар: премијера Чеховог дела Ујка Вања
  - Почиње са радом први трамвај у Москви.
  - Активира се шаховско такмичење у Москви.
  - Започиње "Узнемиреност студената".[2]
- 1900
  - Изграђена је Павелетски железничка станица.
  - Укупан број становништва: 1.023.817.[2]

## 20. век

### 1900—1940.
- 1901 – Изграђена је железничка станица Рижски.
- 1902 – Изграђена је железничка станица Савиоловски.
- 1903
  - Основана је Зимин Опера.
  - Хотел Национал је почела са пословањем.
- 1904
  - 29. јун: Москву је погодио торнадо..[2]
  - Обновљена је железничка станица Јарославски.
- 1905 – Московски устанак 1905.[18]
- 1907
  - Почиње са радом Мали прстен Московске железнице.
  - Изграђен је хотел Метропол.
- 1908 – Основан је Московски јавни универзитет.
- 1912
  - Основан је Дурово животињско позориште, то је циркус / позориште у Москви. Дурово животињско позориште
  - Отвара Музеј лепих уметности.[19]
  - Бородински мост је поново изграђен. Бородински мост
- 1913
  - Спасо резиденција је изграђен.
  - Укупан број становника: 1.817.100.[20]
- 1914 – Основан је Борис Шчукин театарски институт.
- 1917 – 25. октобар-2. новембар: Московски бољшевички устанак.
- 1918
  - Март: Град постаје главни град руске совјетске федеративне социјалистичке републике.
  - Јули: устанак левих СРа.
  - Основани су Московски совјетски народни посланици.
  - Изграђена је железничка станица Кијевски.
  - Новине Известија су кренуле да се објављују.[21]
- 1919
  - Март: одржан је оснивачки конгрес Коминтерне.
  - Успостављено је Московско државно јеврејско позориште.
- 1921
  - Отвара се дечје позориште у Москви.
  - Успостављен је Московски институт за оријенталне студије.
- 1922 – Формиран је ФК Спартак Москва (фудбалски клуб).
- 1923 – Основано је позориште Московског Општинског већа професионалних унија.
- 1924 Бољшој Камени Мост
  - Основан је Лењинов маузолеј.
  - Свеевропски радио почиње са емитовањем.
- 1925
  - Лењинова библиотека постаје активна.
  - Основан је театар Јермолова.
- 1928 – Изграђени су раднички клуб Русаков и Зуев.
- 1929
  - Основана је Московска област и Московска циркуска школа.
  - Изграђена је Фабрика каучука.
- 1930 – Основан је Московски државни институт за историју и архиве и Московски институт за челик и легуре.
- 1934 – Основан је Музеј архитектуре.
- 1935
  - 15. мај: Московски метро почиње са радом.
  - Хотел Москва је почео са радом.
- 1936
  - Московска суђења почињу у Дому синдиката.
  - 2. мај: премијера Прокофјевог Пећа и вук
- 1937
  - Изграђен је Метрополски мост Смоленски.
  - Отворен канал Волга-Москва.[22]
- 1938 – Изграђена је палата културе Горбунов (концертна дворана), Бољшој Камени Мост и Бољшој Устински Мост.
- 1939 – Укупан број становништва: 4.137.018.[23]
- 1941 – Октобар: Почетак Битке за Москву.
- 1942 – Јануар: Битка за Москву се завршава.
- 1943 - Успостављена лабораторија број 2 Академије наука СССР.[24]
- 1945 – 24. јун: Парада победе у Москви 1945.
- 1948 – Основан је музеј Лењиновог погребног воза.

### 1950—1990.
- 1953 - 5. март: Јосиф Стаљин умире.[25]
- 1954 – Изграђен је хотел Лењинградскаја.
- 1957 – Град је био домаћин 6. Светског фестивала младих и студената.
- 1959
  - Московски међународни филмски фестивал званично почиње својим дебитантским издањем.
  - Укупан број становништва: 5.032.000. Позориште Таганка
  - 24. јула: "Кухињска дебата" Никсон-Хрушчов се одвија на Америчкој националној изложби.
- 1960 – Основан је Руски универзитет пријатељства народа.[26]
  - Москва обилазница је нова градска граница. Тушино, Бабушкин, Перово, Кунтсево, Љублино постају делови Москве.
- 1961
  - Изграђено је Позориште Русија. Велики Московски државни циркус
  - Октобар: Амерички комитет за мирне ненасилне акције стиже у Москву.[27]
- 1962 - Успостављен је Московски архив.[28]
- 1963 - Уговор о забрани нуклеарног тестирања потписан је у Москви.[29]
- 1964 – Основано је позориште Таганка.[30]
- 1965 - Укупан број становништва: 6.366.000.[31]
- 1966 – Отворен је биоскоп Горизонт.[32]
- 1968 – 25. август: Демонстрације Црвеног трга 1968. Демонстрација Црвеног трга из 1968. одржана је 25. августа 1968. на Црвеном тргу, у Москви, Совјетском Савезу, у знак протеста против инвазије Чехословачке од стране Совјетског Савеза и његових савезника из Варшавског пакта, који се десио у ноћи 20. и 21. августа 1968. године.
- 1970 – Укупан број становништва: 6.941.961.
- 1971 – Отвара се сала Великог Московског државног циркуса.
- 1979
  - Изграђен је Спартак тениски клуб.
  - Формиран је Московски Виртуозни оркестар.[30]
- 1980 – Одржане су Летње олимпијске игре 1980. године. Део такмичења се такође одвијао и у Лењинграду, Кијеву, Минску и Талину. Симбол Олимпијаде био је олимпијски медведић „Миша“.
- 1981 – Почиње Међународни маратон мира у Москви.
- 1982 – Позориште Сатирикон почиње са радом.[30]
- 1985 - Укупан број становништва: 8.642.000.[33]
- 1988 – Организован је Московски народни фронт.[34]
- 1989
  - Август: Московски музички фестивал мира.
  - Укупан број становништва: 8.967.332.
- 1990
  - Гаврил Харитонович Попов постаје градоначелник.
  - Основана је Московска федерација синдиката[35] и Собинбанка[35] founded.
  - Почиње тениски Куп Кремља. Куп Кремља је професионални тениски турнир, који се игра у затвореној дворани, а подлога је тепих. Део је АТП 250 серије турнира, а у женској конкуренцији је турнир премијер серије. Одржава се од 1990. године у Олимпијској дворани у Москви, у Русији. Овај турнир се одржава од 1990. године, а у почетку се одржавао само у мушкој конкуренцији. Од 1996. године, и жене се такмиче на овом турниру.
- 1991 Казањски Храм
  - Август: Августовски пуч. Августовски пуч је био неуспели покушај државног удара од 19. до 21. августа 1991. који су извели поједини чланови Владе СССР са циљем преузимања контроле на земљом од председника Михаила Горбачова. Лидери пуча били су “тврдолинијаши” унутар Комунистичке партије Совјетског Савеза (КПСС) који су се противили програму Горбачовљевих реформи као и назнакама новог споразума о децентрализовању совјетске државе и пребацивању надлежности федерације на републике. Своје противнике пучисти су имали углавном у Москви међу грађанским групама отпора. Иако је пуч пропао после само два дана уз повратак Горбачова на власт, сматра се да је имао кључну улогу у дезинтеграцији Совјетског Савеза и КПСС.
  - Основане су Московска привредна комора [35] и Руски државни универзитет за хуманистичке науке.
- 1992
  - Основана је Московска међубанкарска валута и руски институт за стратешке студије.[36]
  - Јуриј Лушков постаје градоначелник.
  - Москва тајмс часопис на енглеском језику почиње објављивањем.
- 1993
  - Москва постаје главни град Русије по Уставу.[37]
  - ТВ-6 почиње са емитовањем.
  - Основана је Московска градска дума и амерички центар у Москви.
  - Казањска саборна црква у Москви је реконструисана.
- 1995 - Споменик је изграђен у Парку победе, у Поклонаја гора.[38]
- 1996 – 11. новембар: бомбардовање гробља Котљаковскоја.
- 1997
  - Меморијална џамија изграђена на Поклонаја гори.[38][39]
  - Почиње московски маратон Лужњики.
- 1999 – Септембар: Бомбашки напади на руске станове.
- 2000 - Град постаје део Средишњег федералног округа.

## 21. век
- 2002 – 23.–26. октобар: Криза у Московском театру са таоцима.[40] Криза се десила за време Другог чеченског рата, када је група од 40 чеченских милитаната заузела Дом културе приликом извођења популарног мјузикла Норд-Ост, а преко 900 људи држали су као таоце пре него што су били ликвидирани у контроверзном препаду руских специјалаца.
- 2003
  - Отварен је Међународни центар за извођачке уметности у Москви. Московски музички музеј
  - 9. децембар: бомбардовање Црвеног трга.
  - Почиње изградња Кула Федерација.
- 2004
  - Почиње са радом Московска пруга са једним колосеком.
  - Почиње Гранд При Московске бициклистичке трке.
  - Бомбашки напад на Московски метро.[40]
  - Бомбашки напад на станицу метроа Рижскаја.
- 2005
  - Почиње Московски бијенале савремене уметности.
  - 2. јул: Лајт 8 концерт је одржан на Црвеном тргу.
- 2006
  - 21. август: бомбардовање на пијаци у Москви 2006.
  - Протест против забране Московске параде поноса.
  - Почиње ИгроМир (изложба играчака).
- 2007
  - Основан Музеј совјетских аркадних машина. Архивирано на веб-сајту  (13. јануар 2017)
  - Изграђен је торањ Набрежнаја.
- 2009
  - Изграђен је Торањ Главни град.
  - Одржано је такмичење Песма Евровизије.
  - Кирил постаје Патријарх московски и све Русије.
- 2010
  - 29. марта: Бомбашки напад у метроу.[40]
  - Владимир Ресин постаје градоначелник, пре њега је био Сергеј Собјањин.
- 2011
  - 24. јануара: Терористички напад на аеродрому Домодедово.[40]
  - Успостављена је Московска берза.
- 2012 – Март: Хапшење извођача музичке групе Пуси рајот.
- 2013
  - 8. септембар: избори за градоначелнике у Москви, 2013.
  - Укупан број становништва: 11.794.282.
- 2015
  - 27. фебруар: Убијен политичар Борис Немцов.[40]
  - Отварен је музеј Гулаг.[41]
- 2016 - 10. септембар: Почиње са радом Московска централна обилазница Московске железнице.

### Објављено у 16—18. веку
- Hakluyt, Richard (1903), „(Citie of Mosco)”, The Principal Navigations Voyages Traffiques & Discoveries of the English Nation, 2, Glasgow: James MacLehose and Sons (First published in 1589)
- Nugent, Thomas (1749), „Moscow”, The Grand Tour, 2: Germany and Holland, London: S. Birt
- Coxe, William (1784), „Moscow”, Travels into Poland, Russia, Sweden and Denmark, London: Printed by J. Nichols, for T. Cadell, OCLC 654136
- Brookes, Richard (1786), „Moscow”, The General Gazetteer (6th изд.), London: J.F.C. Rivington

### Објављено у 19. веку
- Rees, Abraham (1819), „Moscow”, The Cyclopaedia, London: Longman, Hurst, Rees, Orme & Brown
- Morse, Jedidiah; Morse, Richard C. (1823), „Moscow”, A New Universal Gazetteer (4th изд.), New Haven: S. Converse
- Conrad Malte-Brun (1827), „(Moscow)”, Universal Geography, 6, Edinburgh: Adam Black
- David Brewster, ур. (1830). „Moscow”. Edinburgh Encyclopaedia. Edinburgh: William Blackwood.
- Conder, Josiah (1830), „Moscow”, The Modern Traveller, Russia, London: J.Duncan
- Francis Coghlan (1834). Guide to St. Petersburgh and Moscow. London.
- Gilbert, Linney (c. 1845), „Moscow”, Russia Illustrated, London, OCLC 17246545
- Charles Knight, ур. (1867). „Moscow”. Geography. English Cyclopaedia. 3. London.
- George Henry Townsend (1867), „Moscow”, A Manual of Dates (2nd изд.), London: Frederick Warne & Co.
- William Henry Overall, ур. (1870), „Moscow”, Dictionary of Chronology, London: William Tegg, OCLC 2613202
- W. Pembroke Fetridge (1874), „Moscow”, Harper's Hand-Book for Travellers in Europe and the East, New York: Harper & Brothers
- Maturin Murray Ballou (1887), „(Moscow)”, Due North; or, Glimpses of Scandinavia and Russia, Boston, USA: Ticknor and Company
- „Moscow”. Hand-book for Travellers in Russia, Poland, and Finland (4th изд.). London: John Murray. 1888.
- William Oliver Greener (1900), The Story of Moscow, Mediaeval Towns, London: J.M. Dent & Co.

### Објављено у 20. веку
- „Moscow”. Chambers's Encyclopaedia. London. 1901.
- Annette M.B. Meakin (1906). „Moscow”. Russia, Travels and Studies. London: Hurst and Blackett. OCLC 3664651.
- Peter Alexeivitch Kropotkin; John Thomas Bealby (1910), „Moscow”, Encyclopædia Britannica (11th изд.), New York, OCLC 14782424 — преко Internet Archive
- Vincent, Benjamin (1910), „Moscow”, Haydn's Dictionary of Dates (25th изд.), London: Ward, Lock & Co.
- Klyuchevsky, Vasily (1911), „(Moscow)”, A History of Russia, translated by C.J. Hogarth, London: Dent
- Nathaniel Newnham Davis (1911), „Moscow”, The Gourmet's Guide to Europe (3rd изд.), London: Grant Richards
- Ruth Kedzie Wood (1912). „Moscow”. The Tourist's Russia. New York: Dodd, Mead and Company. OCLC 526774.
- Winter, Nevin O. (1913). „The Muscovite Capital”. The Russian Empire of To-day and Yesterday. Boston: L.C. Page.
- „Moscow”. Russia with Teheran, Port Arthur, and Peking. Leipzig: Karl Baedeker. 1914. OCLC 1328163.
- Francis Whiting Halsey, ур. (1914). „Moscow”. Russia, Scandinavia, and the Southeast. Seeing Europe with Famous Authors. 10. Funk & Wagnalls Company  — преко HathiTrust.
- Graebner, Walter (11. 1. 1943). „Moscow Today”. Life (magazine). USA  — преко Google Books.
- W.A. Robson, ур. (1954). „Moscow”. Great Cities of the World: their Government, Politics and Planning. Routledge. стр. 383+. ISBN 978-1-135-67247-8.
- Voyce, Arthur (1964), Moscow and the Roots of Russian Culture, USA: University of Oklahoma Press, OCLC 1333562
- Avdeenko, Aleksandr (1968), „Moscow”, From Moscow to Yalta (Guide for Motorists), Moscow: Novosti Press Agency Publishing House, OCLC 74861
- „Moscow: The City Around Red Square”, National Geographic Magazine, Washington DC, 153, 1978
- „Moscow”, Russia, Ukraine & Belarus, Australia: Lonely Planet, 1996, стр. 192+, OL 16478112W
- Olga Gritsai and Herman van der Wusten (2000). „Moscow and St. Petersburg, a sequence of capitals, a tale of two cities”. GeoJournal. 51. JSTOR 41147495.

### Објављено у 21. веку
- Forest, Benjamin; Johnson, Juliet (2002). „Unraveling the Threads of History: Soviet-Era Monuments and Post-Soviet National Identity in Moscow”. Annals of the Association of American Geographers. 92. JSTOR 1515475. doi:10.1111/1467-8306.00303.
- „Moscow”. Understanding Slums: Case Studies for the Global Report 2003. United Nations Human Settlements Programme and University College London. 2003. Архивирано из оригинала 12. 07. 2018. г. Приступљено 30. 04. 2018.
- Cybriwsky, Roman A. (2013). „Moscow”. Capital Cities around the World: An Encyclopedia of Geography, History, and Culture. ABC-CLIО. стр. 197+. ISBN 978-1-61069-248-9.
- Martin, Alexander M. (2013). Enlightened Metropolis: Constructing Imperial Moscow, 1762-1855. Oxford University Press. ISBN 978-0-19-960578-1.